# Finlands officiella lista
Finlands officiella lista (finska: Suomen virallinen lista) är Finlands nationella hitlista, publicerad av IFPI Finland (före detta ÄKT).
Den startades i januari 1991 som Radiomafian lista som sändes över radiostationen Radiomafia (nu YleX). Den blev officiell lista 1994. Listan publiceras varje vecka.
För närvarande (2010) publiceras följande fyra veckolistor.
- Album (Top 50)
- Singlar (Top 20)
- Nerladdningar (Top 30)
- Mellanprisalbum (Top 10)
- Musik-DVD:er (Top 10)